# 분자 진동
분자 진동이란 분자의 질량 중심이 변하지 않도록 분자 원자가 서로에 대해 주기적인 움직임을 하는 것을 가리키는 용어이다.

## 설명
분자 진동에서 일반적인 진동 주파수 범위는 1013 Hz 미만에서 약 1014 Hz 사이이며 이는 약 300 - 3000 cm-1의 파수와 약 30 - 3 μm의 파장에 해당한다. 다원자 분자의 진동은 서로 독립적인 정상 모드로 설명되지만 각 정상 모드는 분자의 다른 부분의 동시 진동을 포함한다. 일반적으로 N 원자를 가진 비선형 분자는 3N - 6 정상 진동 모드를 갖지만 선형 분자는 분자 축에 대한 회전을 관찰할 수 없기 때문에 3N - 5 모드를 갖는다. 이원자 분자는 단일 결합을 늘리거나 압축할 수만 있기 때문에 하나의 정상적인 진동 모드를 가지고 있다. 분자 진동은 분자가 관계 ΔE = hν에 따라 진동의 주파수 ν에 해당하는 에너지 ΔE를 흡수할 때 여기되며 여기서 h는 플랑크 상수이다. 근본적인 진동은 그러한 에너지 양자 중 하나가 바닥 상태의 분자에 흡수될 때 유발된다. 여러 퀀텀이 흡수되면 첫 번째 및 더 높은 배음이 여기된다. 첫 번째 근사치로 정상적인 진동에서의 운동은 일종의 단순 조화 운동으로 설명될 수 있다. 이근사치에서 진동 에너지는 원자 변위에 대한 2차 함수(포물선)이며 첫 번째 배음은 기본 주파수의 두 배를 갖는다. 실제로 진동은 무고조파이며 첫 번째 배음은 기본음의 두 배보다 약간 낮은 주파수를 갖는다. 더 높은 배음의 여기는 점점 더 적은 추가 에너지를 포함하고 결국 분자의 해리로 이어지는데 분자의 위치 에너지는 모스 전위 또는 더 정확하게는 모스/장거리 전위와 더 비슷하기 때문이다. 분자의 진동 상태는 다양한 방법으로 조사할 수 있다. 가장 직접적인 방법은 적외선 분광법을 사용하는 것인데 진동 전이는 일반적으로 스펙트럼의 적외선 영역에 해당하는 양의 에너지를 필요로 하기 때문이다. 일반적으로 가시광선을 사용하는 라만 분광법은 진동 주파수를 직접 측정하는 데에도 사용할 수 있다. 두 기술은 상호 보완적이며 둘 사이의 비교는 중심 대칭 분자에 대한 상호 배제 규칙의 경우와 같은 유용한 구조 정보를 제공할 수 있다. 진동 여기(vibrational excitation)는 자외선 및 가시광선 영역에서 전자 여기(electronic excitation)와 함께 발생할 수 있다. 결합된 여기(excitation)는 바이브로닉 전이(vibronic transition)로 알려져 있으며 특히 기체 상태의 분자에 대해 전자 전이에 진동 미세 구조를 제공한다. 진동과 회전의 동시 여기는 진동-회전 스펙트럼을 발생시킨다.

## 같이 보기
- 분자
- 진동